# Rotswinterkoning
De rotswinterkoning (Xenicus gilviventris) is een endemische zangvogel uit de familie van de rotswinterkoningen die voorkomt op het Zuidereiland van Nieuw-Zeeland.

## Beschrijving
De rotswinterkoning is ongeveer 10 cm lang. Het mannetje is van boven dofgroen en heeft gele flanken en een grijsbruine borst en buik. Het vrouwtje is overwegend olijfgroen gekleurd. De vogel heeft relatief lange pootjes en een spitse, zwarte snavel.
De rotswinterkoning wordt vaak verward met de Amerikaanse rotswinterkoning, een soort uit de familie van de winterkoningen waarvan er 80 soorten leven in Noord-Amerika en één soort (de winterkoning) ook in Europa. De rotswinterkoning is echter een zangvogel uit een totaal andere familie van zangvogels die alleen in Nieuw-Zeeland voorkomen.

## Verspreiding en leefgebied
Het leefgebied van de rotswinterkoning ligt in de alpiene gordel van bergketens van het Zuidereiland, meestal tussen de 1200 en 2400 m boven de zeespiegel. De vogel foerageert op insecten in rotsig terrein tussen de stenen. 

## Status
Uit fossielen blijkt dat de rotswinterkoning ook op het Noordereiland voorkwam, maar daar is uitgeroeid door geïntroduceerde roofdieren. Hij is de enige overlevende soort uit het geslacht Xenicus. De struikwinterkoning (X. longipes) en stephens-islandwinterkoning (X. lyalli) zijn reeds uitgestorven omdat ze niet of nauwelijks konden vliegen. 
Ook de rotswinterkoning is een slechte vlieger en daarom kwetsbaar. De grootste bedreiging vormt predatie door de uitheemse hermelijn. Daarnaast krimpt het leefgebied door klimaatverandering. De grootte van de populatie is in 2020 geschat op 5000 volwassen individuen. Dit aantal loopt nog steeds terug in een tempo van 40% in een periode van 20 jaar (meer dan 2,5% per jaar). De soort staat om die reden sinds 2016 als bedreigd op de Rode Lijst van de IUCN. Ter bescherming van deze soort zijn er populaties overgebracht naar eilanden met geschikt habitat zonder roofdieren.